# Walter Amstutz

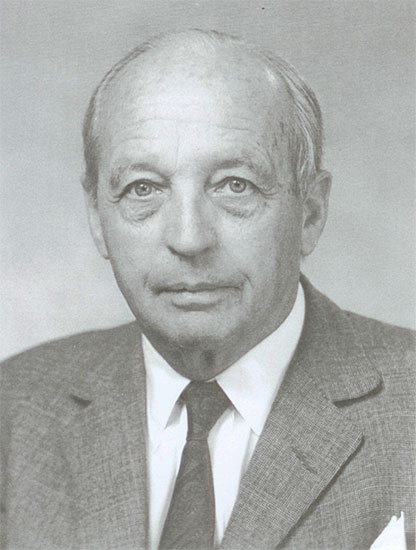
Walter Amstutz (um 1980)

Walter Amstutz (* 5. Dezember 1902 in Brienzwiler; † 6. August 1997 in Männedorf) war ein Schweizer Skisport- und Alpinismus-Pionier, Publizist und Kurdirektor von St. Moritz.

## Leben
Walter Amstutz war der Sohn von Hotelier Max Joseph Amstutz und Carolina Flühmann. 1930 heiratete er die Schriftstellerin Eveline Palmer aus Dorset.
1929 bis 1938 war er der erste Kurdirektor von St. Moritz, Schöpfer des bekannten Sonnenlogos. 
Amstutz war ein Skisport- und Alpinismus-Pionier mit einigen Rennerfolgen und Erstbegehungen. Er unternahm Expeditionen nach Grönland, Kenia und Peru. 1924 war er Mitbegründer des Schweizerischen Akademischen Skiclubs und erster Redaktor ab 1926 von dessen Jahrbuch Der Schneehase. 
Mit Arnold Lunn war er Initiant des modernen Alpin-Skisports, darunter 1925 das erste Team-Skirennen der Welt in Mürren, 1930 Kilomètre lancé in St. Moritz. 
Er erfand die Amstutz-Feder (Vorläuferin der Diagonal-Skibindung), den Amstutz-Stock und den Amstutz-Ski.
Als Verleger gründete er die Verlage Amstutz & Herdeg, dann De Clivo Press. Die de Clivo-Stiftung (lateinisch für Amstutz) wurde von Yvonne Elizabet Gozon im Andenken an ihren Vater Walter Amstutz gegründet.
Amstutz war ein Bergfreund des belgischen Königs Albert I. und begründete in seinem Andenken 1993 die King Albert I Memorial Foundation, die den Albert Mountain Award verleiht.
1984 zeichnete ihn Königin Elisabeth II. in Anerkennung seiner Förderung der anglo-schweizerischen Beziehungen als Honorary Officer des Order of the British Empire aus.

## Erste Skiabfahrten und Erstbegehungen (Auswahl)
- 18. Mai 1924: Skierstbesteigung des Eigers, erste Abfahrt über den Eigergletscher. Mit Arnold Lunn, Willy Richardet und Fritz Amacher.
- 1. Juni 1924: Blüemlisalphorn-Nordwand. Mit Willy Richardet und Hermann Salvisberg.
- 11. Juni 1924: Erste Skiabfahrt über die Guggi-Route in der Nordflanke der Jungfrau auf Ski. Mit Pierre von Schumacher.
- 15. Juni 1926: Erste Skibesteigung des Bietschhorns über den Nordgrat. Mit Pierre von Schumacher.
- 3. August 1926: Grosses Fiescherhorn, Nordpfeiler zum nordwestlichen Vorgipfel. Mit Pierre von Schumacher.
- 21. Juli 1929: Silberhorn, erster Abstieg auf dem Nordwest-Silberhornweg. Mit Tom de Lépiney.
- 15. Juni 1930: Nordwand Cima di Rosso. Mit Aldo Bonacossa.

## Werke (Auswahl)
- Die schweizerische Zündholz-Fabrikation. Dissertation. Neuenschwandersche Verlagsbuchhandlung, Weinfelden 1928.
- Das goldene Buch vom Engadin. Verlag Bruckmann, München 1936.
- Das goldene Buch der Schweiz. Verlag Amstutz & Herdeg, Zürich 1939.
- Who’s who in graphic art. An illustrated book of reference to the world’s leading graphic designers, illustrators, typographers and cartoonists. Amstutz & Herdeg Graphis Press, Zürich 1962.